# 哲秀與英熙
哲秀與英熙，是1948年至1987年期間在大韓民國教科書出現，代表兒童的樣板化角色。由出生於京畿道開城的韓國教科書藝術家金泰亨（1916年－1993年）所創作。

## 歷史
大韓民國在1948年獨立以後，教育部同年10月出版了首本官方小學一年級第一學期韓文教科書《初等國語1-1》，教育部委派插畫家金泰亨創作插圖，哲秀與英熙為教科書中的封面人物和首個章節的對答角色。儘管角色是最早出現於教科書中，但直到1964年，角色才成為韓國教科書的主要樣板角色。
1982年開始，哲秀與英熙笑而不語、無言和刻板的形象所代表兒童必須依循國家大局觀發展的群體主義舊思想被淘汰，角色逐漸淡出教科書。取而代之的是一群描繪成舉起雙臂大聲喊叫，站在樹頂上，在花園裡趴著玩耍的兒童角色出現在教科書。角色無憂無慮，人際關係也僅限於朋友和家人。其年輕活力形象反映韓國教育已改為側重於個人情感的發展和創造力的培養。直到1987年，哲秀與英熙已經不再在韓國教科書出現

### 名字
角色名字取自韓國20世紀50年代和60年代的通用名稱，分別為男性名字「哲秀」與女性名字「英熙」，此名字在21世紀已被視為過時的鄉土名字。
1963年至1973年出版的教科書中的角色名稱一度改為「仁秀與順義」，1973年至1981年又改作「基英與順義」，但其後便改回「哲秀與英熙」。

### 外觀
角色常由一男一女兩個兒童一同出現在教科書中，兩者是兄弟姊妹關係。其外觀圓潤，具韓國人的特點和氛圍，帶有黑色圓點的小眼睛，半月形的嘴巴，紅彤彤的臉龐，表現討喜。而角色擺著柔和的姿勢和快樂表情，向老師鞠躬，並排坐著接受老師的教導，帶著太極旗和木槿花裝飾花園。20世紀50年代時，哲秀通常戴著日本殖民時期的校服帽，英熙則留了短頭髮。20世紀70年代，角色形象轉化成胸前掛著手帕，背上書包的學生。哲秀穿著藍色上衣、黑色短褲，英熙則穿著黃色上衣、外穿橘色連身裙。角色帶著小狗「巴杜吉」登月賞雪，堆起了雪人，象徵著天人合一、親情相待。

## 大众文化
2005年，韓國以哲秀與英熙為題材拍攝了同名電影。
Netflix2021年上映的電視連續劇《魷魚遊戲》中，在首項遊戲一二三木頭人當鬼的大木偶即参考了70年代至80年代教科書插圖中英熙的形象。剧组主角团后来接受美國清談節目《吉米·法伦今夜秀》的访谈，其中在吉米·法伦問及大木偶的來歷時，演員鄭好娟回答其源于英熙一角。另外，韓國Netflix為紀念《魷魚遊戲》成為全球戲劇排行榜冠軍，在其Instagram頭像加入大木偶的形象。